# 六鳃鲨目
六鳃鲨目（學名：Hexanchiformes）是板鳃类的一目，有6至7个鳃孔（一般鯊魚只有五個），一个背鳍，現存共有两科：
- 六鳃鲨科 Hexanchidae
- 皱鳃鲨科 Chlamydoselachidae

六鳃鲨目一般在海底层栖息，以鱼和甲壳类动物为食，卵胎生。
在日本二疊紀地層以及南極洲、澳洲泥盆紀地層沉積物中發現了類似於現代六鰓鯊目物種的鯊魚牙齒化石。如果確認為六鰓鯊目物種的話，則六鰓鯊目可能為現存唯一存活過二疊紀－三疊紀滅絕事件的板鰓亞綱，同時也會是現存板鰓亞綱中最古老的目。